# ناکاملی بلوری در الماس

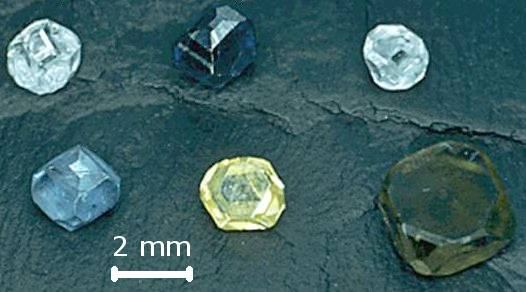
الماس های مصنوعی با رنگ های مختلف که با تکنیک فشار بالا و دمای بالا رشد می کنند، اندازه الماس ~ 2 میلی متر است.

نواقص در شبکه کریستالی الماس شایع است. این عیب ها ممکن است به دلیل بی نظمی های شبکه یا جایگزینی بیرونی یا ناخالصی های بینابینی باشد که در طول یا بعد از رشد الماس به وجود می آید.. این عیب های روی خواص مواد الماس تأثیر می گذارد و تعیین می کند که الماس به کدام نوع اختصاص دارد . همانطور که ساختار نوار الکترونیکی توضیح داده است، بیشترین تأثیر بر روی رنگ الماس و  رسانایی الکتریکی است.
عیوب را می توان با انواع مختلف طیف سنجی، از جمله تشدید پارامغناطیس الکترونی (EPR)، تابناکی ناشی از نور (نور تابناکی، PL) یا پرتو الکترونی (کاتدولومینسانس، CL)، و جذب نور در مادون قرمز (IR)، مرئی و قسمت های UV طیف طیف جذب شناسایی نمود. این عیوب برای تخمین غلظت هم مورد استفاده قرار می گیرند. همچنین می تواند الماس طبیعی را از مصنوعی یا تقویت شده تشخیص دهد.

## برچسب گذاری مراکز الماس
سنتی در طیف‌سنجی الماس وجود دارد که طیف ناشی از نقص را با علامت اختصاری شماره گذاری می کند (مانند GR1). به طور کلی این سنت با انحرافات چشمگیری مانند مراکز الف، ب و ج همراه است.هرچند بسیاری ازاین کلمات مخفف شده هم گیج کننده هستند:
- برخی از نمادها خیلی به هم شبیه هستند (به عنوان مثال، 3H و H3).
- به طوراتفاقی، همان برچسب ها به مراکز مختلف که توسط EPR و تکنیک های نوری شناسایی شده بودند داده شد (به عنوان مثال، مرکز N3 EPR و مرکز نوری N3 هیچ ارتباطی ندارند).[۳]
- در حالی که برخی از کلمات اختصاری منطقی هستند، مانند N3 (N برای طبیعی، که در الماس طبیعی مشاهده می شود) یا H3 (H برای گرم، یعنی مشاهده شده پس از تابش و گرمایش)، بسیاری از آنها این گونه نیستند. به طور خاص، هیچ تمایز واضحی بین معنای برچسب‌های GR (تابش عمومی)، R (تابش) و TR (تابش نوع II) وجود ندارد.[۴]

## تقارن نقص
تقارن نقص در کریستال ها توسط گروه های نقطه ای بیان می شود. آنها با گروه‌های فضایی که تقارن کریستال‌ها را بدون ترجمه شرح می دهند متفاوت هستند و بدین ترتیب تعداد آنها بسیار کمتراست..تنها نقصی که از تقارن درالماس  تاکنون  مشاهده شده است عبارت است از: چهار ضلعی (T د)، تتراگونال (2D D)، زمینهای نرم (D 3D، 3V C)، لوزی (C 2V)، مونو.کلینیک (C 2H، C 1H، C 2 ) و تری کلینیک (C 1 یا C S ).
تقارن نقص امکان پیش بینی بسیاری از خواص نوری را فراهم می کند. به طور مثال، جذب یک فونون (مادون قرمز) در شبکه الماس خالص ممنوع است زیرا شبکه مرکز وارونگی دارد. به هر حال، معرفی هر گونه نقص (حتی بسیار متقارن، مثل جفت جایگزینی N-N) تقارن کریستالی را می شکند که باعث میشود مادون قرمز ناشی از این نقص جذب شود ، که معمول ترین ابزار برای اندازه گیری غلظت نقص در الماس می باشد.
در الماس مصنوعی رشد یافته توسط فشار بالا و سنتز در دمای بالا یا رسوب بخار شیمیایی ،عیوب با تقارن کمتر از چهار وجهی با جهت رشد همسو می شوند.  چنین همترازی درآرسنیدگالیم نیز مشاهده شده است پس فقط منحصر به الماس نیست.
تجزیه و تحلیل های عنصری گوناگون الماس محدوده ی وسیعی از ناخالصی ها را نشان می دهد. به هر حال، آنها عمدتا از قرار گرفتن مواد خارجی در الماس منشا می گیرند، که می تواند نانومتری ریز و در یک میکروسکوپ نوری نامرئی باشد. همچنین، تا حدودی هر عنصری را می توان با کاشت یون به الماس تبدیل کرد..مهم تر از آن  عناصری هستند که می‌توانند به عنوان اتم‌های جدا شده (یا خوشه‌های اتمی کوچک) در طی رشد الماس به شبکه الماس وارد بشوند. تا سال 2008، این عناصر شامل: نیتروژن ، بور ، هیدروژن ، سیلیکون، فسفر ، نیکل ، کبالت و شاید گوگرد می باشد . بی شک منگنز و تنگستن  در الماس تشخیص داده شده اند، اما ممکن است از اجزای خارجی منشأ بگیرند. تشخیص آهن جدا شده در الماس بر حسب ذرات ریز یاقوت که در طول سنتز الماس تولید می شود، دوباره توضیح داده شد. باور بر این است که اکسیژن یک ناخالصی مهم در الماس است، اما هنوز از نظر طیف سنجی در الماس شناسایی نشده است. در ابتدا دو مرکزتشدید پارامغناطیسی الکترون (OK1 و N3) به مجتمع نیتروژن و اکسیژن و بعدا به مجتمع های مرتبط با تیتانیوم اختصاص داده شده است، هرچند، این نسبت دهی غیرمستقیم است و غلظت های مرتبط نسبتاً کم است (چند قسمت در میلیون).

### نیتروژن
شایع ترین ناخالصی در الماس عنصر نیتروژن است که می تواند 1 درصد از جرم یک الماس را تشکیل دهد.در گذشته  تصور می شد که تمام نواقص مشبک در الماس به دلیل بی نظمی های ساختاری باشد. تحقیقات بعدی نشان داد که نیتروژن در اکثر الماس ها و در بسیاری از ساختارهای مختلف وجود دارد. بیشتر نیتروژن به عنوان یک اتم واحد وارد شبکه الماس می شود (در واقع مولکول های دارای نیتروژن پیش از ادغام تفکیک می شوند)، با این حال، نیتروژن مولکولی نیز در الماس ادغام می شود.
جذب نور و سایر خواص مواد الماس بسیار به محتوای نیتروژن و به حالت انباشتگی بستگی دارد. اگرچه همه ی ساختاراین تجمع باعث جذب درمادون قرمز میشود ، الماس های دارای نیتروژن تجمعی معمولاً بدون رنگ هستند، یعنی جذب کمی در طیف مرئی دارند.  چهار شکل اصلی نیتروژن به صورت زیر است:

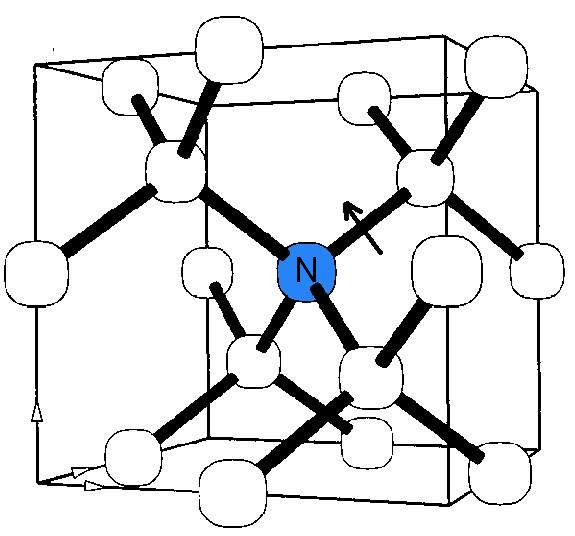
شماتیک مرکز C

#### مرکز c نیتروژن
مرکز کربنی با اتم های نیتروژن جایگزین منفرد الکتریکی خنثی در شبکه الماس مطابقت دارد. این ها به آسانی در طیف رزونانس پارامغناطیس الکترونی  (که به طور آشفته ای مراکز P1 نامیده می شوند) قابل دیدن هستند. مراکز C رنگ زرد تیره را تا قهوه ای انتقال می دهد. این الماس‌ها به‌عنوان نوع Ib طبقه‌بندی می‌شوند و معمولاً به عنوان الماس قناری شناخته می‌شوند که در شکل جواهر کمیاب و نادر هستند. بیشتر الماس‌های غیر طبیعی و مصنوعی که با روش فشار بالا و دمای بالا (HPHT)تولید شده اند  دارای سطح بالایی از نیتروژن به شکل C هستند. ناخالصی نیتروژن از جو یا از منبع گرافیت سرچشمه می گیرد. یک اتم نیتروژن در هرصد هزار اتم کربن رنگ زرد تولید می کند. از آنجا که اتم نیتروژن پنج الکترون قابل دسترس دارد (یکی بیشتر از اتم کربن )، آنها به عنوان اهداکنندگان موثری  عمل می‌کنند؛ یعنی اینکه هر نیتروژن جایگزین یک الکترون اضافی برای اهدا دارد و یک سطح انرژی دهنده را در شکاف نواری ایجاد می کنند. نور با انرژی بالاتر از ~2.2 eV می تواند الکترون های دهنده را به نوار رسانش تحریک کند و در نتیجه زرد زنگ ایجاد شود.
1. ↑  Collins, A. T. (2003). "The detection of colour-enhanced and synthetic gem diamonds by optical spectroscopy". Diamond and Related Materials. 12 (10–11): 1976–1983. Bibcode:2003DRM....12.1976C. doi:10.1016/S0925-9635(03)00262-0.
2. 1 2  Walker, J. (1979). "Optical absorption and luminescence in diamond" (PDF). Reports on Progress in Physics. 42 (10): 1605–1659. Bibcode:1979RPPh...42.1605W. CiteSeerX 10.1.1.467.443. doi:10.1088/0034-4885/42/10/001. Archived from the original (PDF) on 23 July 2018. Retrieved 25 January 2022.
3. ↑  Wyk, J. A. V. (1982). "Carbon-12 hyperfine interaction of the unique carbon of the P2 (ESR) or N3 (optical) centre in diamond". Journal of Physics C: Solid State Physics. 15 (27): L981–L983. Bibcode:1982JPhC...15L.981V. doi:10.1088/0022-3719/15/27/007.
4. 1 2  Walker, J. (1979). "Optical absorption and luminescence in diamond" (PDF). Reports on Progress in Physics. 42 (10): 1605–1659. Bibcode:1979RPPh...42.1605W. CiteSeerX 10.1.1.467.443. doi:10.1088/0034-4885/42/10/001.